# Aleksandr Kovalev
Pour les articles homonymes, voir Kovalev.
Aleksandr Vladimirovitch Kovaliov ou Kovalev (en russe : Александр Владимирович Ковалёв) est un canoéiste russe pratiquant la course en ligne. Il est né le 2 mars 1975 à Belaya Kalitva.